# Odontolabis platynota
Odontolabis platynota es una especie de coleóptero de la familia Lucanidae.

## Distribución geográfica
Habita en la India, China y Laos.